# 刘子廉
刘子廉（1916年10月—1987年8月11日），名士叶，字子廉，以字行，山东沂水人，中华人民共和国政治人物，原化学工业部副部长。

## 生平
1916年10月生于山东省沂水县新民官庄乡大崮后村的贫农家庭。上过三年私塾，后在本村和大古峪村教书。七七事变爆发后，参加抗日救亡运动。1938年4月加入青年救国联合会，1939年11月加入中国共产党。1940年任中共沂水县委宣传部干事。1941年赴延安，在中央军委兵工局所属工厂负责炸药生产。1945年战争结束后，被调至冀热辽军区后勤部工作，历任后勤部科长、酒精厂副厂长兼总工程师、工矿管理局化学厂厂长、赤峰办事处主任等职。1949年到中国人民大学学习工业管理。1952年毕业后任锦西化工厂厂长。1954年，任大连工程公司经理。1955年，任重工业部吉林化工建设总公司副经理和冶金化学机械安装总公司经理。1956年后，历任化学工业部建筑局副局长、基建司副司长、基建局副局长。1971年后，任燃料化学工业部基建组长、大型进口项目总指挥部指挥、石油化学工业部基建局局长、政治部副主任等职。1978年后，任化学工业部副部长兼基建工程兵石油化工指挥部主任等职。为中国工程和化工施工队伍的建设作出了重要贡献。1987年8月11日在北京逝世。